# Averardo di Averardo de' Medici
Averardo de' Medici (XIII secolo – Firenze, 1318) è stato un politico italiano.

## Biografia
Figlio di Averardo e Benricevuta de' Sizi, fu eletto priore nel 1309 e Gonfaloniere di Giustizia della Repubblica di Firenze nel 1314.
Scelto da Pietro d'Angiò, conte di Gravina, capitano generale della parte guelfa in Toscana e Romagna per conto del fratello Roberto, re di Napoli, angustiato dalla guerra contro il ghibellino Uguccione della Faggiola.
Nel 1311 Teghia de' Sizi cedette ad Averardo, forse per ragioni economiche, la metà del patronato della chiesa di San Tommaso di Firenze e nel 1350 i suoi cugini riceveranno l'altra metà da Giovanni de' Sizii.
Averardo fu uno dei primi Medici ad accumulare ricchezze con l'attività mercantile.
I figli di Averardo fondarono la compagnia Filii Averardi, attività bancaria, della quale si hanno notizie fino al 1330.

## Discendenza
Averardo sposò Mandina di Filippo Arrigucci di Fiesole ed ebbero sei figli:
- Jacopo (*? †1340), cavaliere, sposò Margherita dell'Antella. Ebbero un figlio, Averardo (fl. 1363);
- Giovenco (*? †1320), da lui si generano due rami cadetti ancora fiorenti nel XXI secolo, quelli dei Medici di Ottajano, a cui appartenne papa Leone XI, e dei Medici Tornaquinci;
- Francesco (*? †?), sposò Bartolomea Cavalcanti. Ebbero un figlio, Malatesta (*? †1367);
- Salvestro detto Chiarissimo, sposò Lisa Donati. Da lui si generarono i principali rami medicei di Cafaggiolo e Popolano [Trebbio] e quindi la linea granducale;
- Talento (*? †?), sposò Lorenza del Buono. Ebbero un figlio, Mario (*? †1369);
- Conte (fl. 1339);, sposò Nente Falcinieri e poi Letta Amidei.